# Los Happiness
Els Happiness va ser un grup de música espanyol fictici, nascut el març de 2006 arran d'una campanya publicitària de Tiempo BBDO per a MTV Espanya. El grup es va donar a conèixer el 2006 gràcies a la cançó «Amo a Laura, pero esperaré hasta el matrimonio», una sàtira dels moviments conservadors en defensa de la família tradicional que es va convertir en un fenomen d'internet.

## Campanya publicitària
La campanya original constava de dues fases: En la primera, es van llançar una bateria d'espots, breus anuncis i cartells situats en botigues i locals de música. Sota el lema «Saca tu lado MTV», apareixien fotografies de culs amb marques de retolador similars a les que realitzen els cirurgians estètics i en els quals es convidava als espectadors a corregir els seus defectes exercitant-se tot ballant la música del canal.
No obstant això, el veritable objectiu es trobava en la segona fase, una falsa contracampanya en resposta a aquesta. Unes setmanes després, naixia una associació fictícia denominada "Asociación Nuevo Renacer, por una Juventud sin Mácula", que es presentava a través de la pàgina web "No miris MTV" i on la majoria dels seus missatges convidaven de forma irònica al boicot del canal.
La web de l'associació contenia recursos de tota mena en els quals de forma satírica es promulgaven els valors de la família tradicional, la castedat i el matrimoni. L'associació promocionava un tema musical del grup Los Happiness: «Amo a Laura pero esperaré hasta el matrimonio», que comptava amb un videoclip interpretat per quatre joves, dos nois i dues noies.
No obstant això, igual que la resta de la campanya, es tractava d'una ficció. El veritable autor del tema era Guille Milkyway, cantant i compositor del grup La Casa Azul, el qual a més va participar fent els cors de la cançó. La direcció del vídeo va ser a càrrec de Domingo González i els seus intèrprets eren quatre actors contractats per l'agència de publicitat.
El noi de blau va ser interpretat per l'actor alacantí Juan Carlos Mestre i el de groc per l'actor eivissenc Tim Verardi. La noia de blau es tracta de la periodista i presentadora Lara Álvarez, aleshores encara desconeguda per al gran públic.

## Repercussió
El videoclip i la cançó "Amo a Laura" es van popularitzar a través de pàgines com YouTube i en blogs. El vídeo ràpidament es va convertir en un autèntic fenomen viral, fent el salt a la premsa, la televisió i altres mitjans de comunicació.
La repercussió mediàtica va ser molt major a l'impacte de la mateixa campanya en si, superant amb escreix les expectatives dels seus creadors. El videoclip va ser un dels vídeos més descarregats de l'època i es va convertir en cançó de l'estiu. Un mes després, MTV va acabar revelant que ells eren realment els responsables del tema i que tot es tractava d'una campanya publicitària.
Els actors del videoclip original van dur a terme actuacions en tres programes de televisió: Buenafuente (Antena 3), Channel Núm.4 (Cuatro) i Kabuki (MTV). Després d'això, l'agència va donar per finalitzada la campanya i el grup es va dissoldre.
No obstant això, l'MTV va percebre que el tema seguia sent un èxit i s'havia convertit en una de les cançons de l'estiu, així que va contractar a quatre nous actors per seguir explotant la cançó per compte propi una vegada finalitzada la campanya.
En el nou grup la noia de rosa era interpretada per la cantant Mari, coneguda sota el nom artístic de Minimal, el noi de blau era interpretat per Davib, que havia dut a terme actuacions per a l'acadèmia Mithos de Barcelona. El noi de groc en aquesta ocasió va ser interpretat per l'actor i cantant Jey Saes.
Es va gravar un nou videoclip amb els nous integrants i durant l'estiu de 2006 aquests van realitzar multitud d'actuacions a diversos programes de televisió. MTV va encarregar a Guilli Milkyway compondre un segon tema que servís de continuació, «El honor de Laura», amb una repercussió molt menor. Una vegada va finalitzar la promoció, el grup es va donar per dissolt.
La campanya va ser guardonada amb el premi Sol de Platino en la XXI edició del festival de publicitat El Sol, sent considerada la millor campanya integral.